# خوزه آنخل کاریلو
خوزه آنخل کاریلو (انگلیسی: José Ángel Carrillo؛ زادهٔ ۷ ژانویهٔ ۱۹۹۴) بازیکن فوتبال اهل اسپانیا است.
از باشگاه‌هایی که در آن بازی کرده‌است می‌توان به باشگاه فوتبال رئال مورسیا اشاره کرد.